# Јесења изложба УЛУС-а (2006)
Јесења изложба УЛУС-а (2006) одржала се у периоду од 11. до 28. новембра 2006. године, у галеријском простору Удружења ликовних уметника Србије, односно у Уметничком павиљону "Цвијета Зузорић".

## Уметнички савет
- Срђан Вукајловић
- Никола Вукосављевић
- Милица Жарковић
- Надежда Марковић
- Срђан Ђиле Марковић
- Саво Петковић
- Тијана Фишић
- Никола Шиндик

## Излагачи
1. Драган Аздејковић
2. Милица Антонијевић
3. Славе Ајтовски
4. Момчило Антоновић
5. Ђорђе Арнаут
6. Божидар Бабић
7. Исак Аслани
8. Светлана Бабић
9. Новица Бабовић
10. Милена Батак
11. Даница Баста
12. Алан Бећири
13. Жарко Бјелица
14. Љиљана Блажеска
15. Мирослав Благојевић Цинцаро
16. Коста Богдановић
17. Анђелка Бојовић
18. Радомир Бранисављевић
19. Коста Брадић
20. Ненад Брачић
21. Наташа Будимлија Марковић
22. Јелена Бутовац
23. Ненад Бурни
24. Миодраг Вартабедијан
25. Здравко Велован
26. Марко Вукша
27. Срђан Вељовић
28. Венија Вучинић Турински
29. Жарко Вучковић
30. Габриел Глид
31. Петар Гајић
32. Весна Голубовић
33. Зоран Граовац
34. Оливера Грбић
35. Иван Грачнер
36. Звонко Грмек
37. Нада Денић
38. Горан Десанчић
39. Мирјана Денков
40. Лазар Димитријевић
41. Вања Ђорђевић
42. Мирјана Ђошић
43. Зоран Ђорђевић
44. Живана Ђукић Костић
45. Александар Ђурић
46. Владета Живковић
47. Сања Ждрња
48. Вељко Зејак
49. Ненад Зељић
50. Јелена Илић
51. Драган Ве Игњатовић
52. Олга Јеврић
53. Дивна Јеленковић
54. Миомир Јовановић
55. Милена Јефтић Ничева Костић
56. Драгана Јовчић
57. Бошко Карановић
58. Слободан Каштаварац
59. Бранимир Карановић
60. Весна Кнежевић
61. Боривоје Којић
62. Жељко Комосар
63. Слободан Којић
64. Слободан Костадиноски
65. Душко Костић
66. Зоран Кричка
67. Предраг Кочовић
68. Драгослав Крнајски
69. Јадран Крнајски
70. Јелена Крстић
71. Велизар Крстић
72. Бранка Кузмановић
73. Љубомир Лацковић
74. Љубиша Манчић
75. Милена Максимовић Ковачевић
76. Мирјана Маодуш
77. Јован Маринковић
78. Драган Марковић
79. Весна Марковић
80. Јелена Марковић
81. Надежда Марковић
82. Срђан Ђиле Марковић
83. Ранка Марковић
84. Весна Мартиновић Маровић
85. Немања Марунић
86. Предраг Милићевић Барбариен
87. Срђан Милетић
88. Весна Милчевић Чворовић
89. Драган Милосављевић
90. Никола Милуновић
91. Лепосава Милошевић Сибиновић
92. Бранко Миљуш
93. Јелена Минић
94. Магдалена Миочиновић Андрић
95. Мина Минић
96. Здравко Мирчета
97. Лидија Мићовић
98. Александар Младеновић Лека
99. Љиљана Мићовић
100. Драгана Младеновић
101. Миодраг Млађовић
102. Жељка Момиров
103. Михаило Млинар
104. Весна Моравић Балкански
105. Борислав Нановић
106. Борислава Недељковић Продановић
107. Тамара Недељковић Вукша
108. Татјана Нешовић
109. Бранко Николов
110. Александра Остић
111. Стеван Новаковић
112. Мишко Павловић
113. Нивес Павловић Вуковић
114. Јосипа Пашћан
115. Ружица Беба Павловић
116. Владимир Перић
117. Михајло Петковић
118. Божидар Плазинић
119. Миодраг Мишко Петровић
120. Рајко Попивода
121. Живомир Поповић
122. Љубица Радовић
123. Милета Продановић
124. Небојша Радојев
125. Симонида Радоњић
126. Градимир Рајковић
127. Аница Радошевић
128. Војин Рајовић
129. Милица Ракић
130. Слободанка Ракић Шефер
131. Тамара Ракић
132. Бранко Раковић
133. Владимир Ранковић
134. Анђела Ристић
135. Александар Рафајловић
136. Кристина Ристић
137. Михаило Ристић
138. Душан Русалић
139. Слободан Роксандић
140. Милица Салашки
141. Рада Селаковић
142. Бранислав Станковић
143. Драгана Станаћев Пуача
144. Драгана Станковић
145. Милан Сташевић
146. Добри Стојановић
147. Радош Стевановић
148. Владета Стојић
149. Небојша Стојковић
150. Нина Тодоровић
151. Милан Тепавац
152. Томислав Тодоровић
153. Весна Токин
154. Слободан Трајковић
155. Срба Траванов
156. Михаило Трипковић
157. Рената Трифковић
158. Александра Ћосић Маринковић
159. Младен Тушуп
160. Јелица Ћулафић
161. Мирољуб Филиповић
162. Сава Халугин
163. Марјан Флоршиц
164. Радован Хиршл
165. Биљана Царић
166. Зоран Чалија
167. Ана Церовић
168. Миле Шаула